# Dongsheng

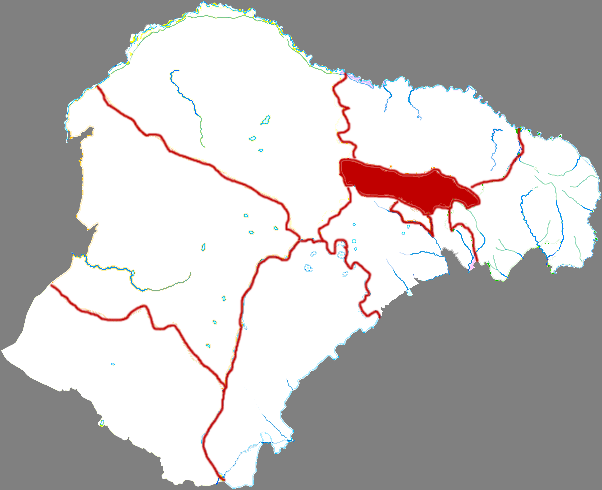
Lage Dongshengs in Ordos

Der Stadtbezirk Dongsheng (chinesisch 東勝區 / 东胜区, Pinyin Dōngshèng Qū; mongolisch ᠳ᠋ᠦᠩᠱᠧᠩ ᠲᠣᠭᠣᠷᠢᠭ Düŋšėŋ toɣoriɣ) ist ein Stadtbezirk der bezirksfreien Stadt Ordos im Südwesten des autonomen Gebietes Innere Mongolei im mittleren Norden der Volksrepublik China. Dongsheng hat eine Fläche von 2.530 km² und zählt 430.000 Einwohner. Es ist Sitz der Stadtregierung und Verwaltungszentrum von Ordos.